# История картографии России
Картография России — это создание карт и планов местности России с применением географических, геодезических, топонимических и этнографических исследований. В более широком аспекте включает историю научно-исследовательской деятельности в этой сфере иностранных и российских путешественников, мореплавателей, и учёных, начавшейся в период средневековья.

## Начальный период (XI—XV вв.)
Большинство представлений о мире в раннюю эпоху средневековья ограничивались географическими представлениями «отцов географии» — Эратосфена, Тирского и Птолемея, на картах того времени уже прослеживается ряд ориентиров как Чёрное море (Понт Эвксинский) и Азовское море, Каспийское море, реки Днепр (Борисфен), Дон (Танаис), Волга (Ра), так называемые Рифейские или Гиперборейские горы (Уральские горы). Несмотря на значительные искажения картографической проекции и в большинстве случаев декоративные изображения русел рек, гор и озёр, эти карты демонстрируют ретроспективный взгляд на то, как философы и учёные с различным мировоззрением представляли себе картину мироздания сотни лет назад. Бассейн Средиземного моря с могущественным Константинополем, находившимся на морском пути из Средиземноморья в Чёрное море, на протяжении многих веков являлся центром пересечения торговых маршрутов из Европы в Азию, поэтому на протяжение долгого времени наиболее изученным оставался регион Причерноморья. Для навигации мореплавателями создавались рукописные морские карты — портуланы, составленные с использованием сетки румбов. Расцвет картографии приходится на период времени, вошедший в историю как эпоха Великих географических открытий.
Одними из древнейших географических карт являются карта Махмуд аль-Кашгари (XI в.) и так называемая Книга Роджера (XII в.), составленная арабским географом, картографом и путешественником Мухаммад аль-Идриси, который в течение своей жизни побывал в Португалии, Франции, Англии, Малой Азии, а потом переехал на Сицилию. Поскольку карта ориентирована на юг, изображение выглядит перевёрнутым относительно современной ориентации по сторонам света. Обе карты содержат информацию на арабском языке о волжской Булгарии, городах Болгар и Сувар. Среди прочего упоминаются город Итиль, река Волга, страны Русь, Кумания и Хазария.
Другим примером является Эбсторфская карта (XIII в.) — круглая карта с ориентацией на восток. Хотя Эбсторфская карта выполнена по весьма ограниченным представлениям о мире, характерным для того периода времени, она содержит упоминение о городах «Смалентике» (Смоленск) и «Новгардус» (Новгород), изображает Чёрное море, Каспийское море, реки Дон, Днепр, Западная Двина и по всей видимости Волхов или Волга.
Атлас Медичи 1351 года содержит первую европейскую карту полностью посвящённую Каспийскому морю, до этого была известна только одна такая карта, входившая в состав Исламского атласа. Информация о России содержится также в 11 из 29 известных каталонских картах, где название города Новгорода звучит как «Ногардо, Ногардиа или Ногерадо», страна называется Россией или Рутенией, на берегах Чёрного и Азовского морей расположена Кумания, Алания и Газария. Одним из ранних примеров европейских карт является портулан 1325 года Анджелино Далорто. Генуэзские купцы с 1261 года поселились в городах на северном берегу Черного моря, во владениях ханов Золотой Орды, их торговые связи простирались на северо-запад до Новгорода и Москвы.
На сферической карте мира генуэзца Пьетро Весконти, датируемой 1320 годом, обозначена страна Рутения (Rutenia). Карта Андрео Бьянко 1436 года также имеет сферическую форму с ориентацией на восток и отличается надписью в северной части «imperio rosie magna» (Великая Русь). Наиболее подробной и информативной является карта Фра Мауро 1459 года, которая также имеет круглую форму исполнения, но ориентирована на юг. Эта карта имеет уже множество хоронимов, таких как Белая Русь, Чёрная Русь, Червонная Русь, Тартария и Кумания. У Каспийского моря изображены Хаджитархан (Аzetrechan) и две столицы орды — старый Сарай, и новый Сарай. На левом берегу Волги отмечены города Samar (Самара) и Castrama (Кострома). На северо-западе — города Новгород (Nuovogrado), Москва (Moschovia), пермь, регион мещёры (Provincia Meschiera), регион мордвы (Provincia Mordua) и город Выборг (Viborgo).
Начиная с XII века новгородцы уже осваивали Западную Сибирь на Печоре и Югре. В 1364 году воевода Александр Абакумович с судовой ратью на ушкуях впервые совершили переход через Уральские горы, достигнув берегов Оби и прошли по ней до Обской губы. В 1491 году «дети боярские» Андрей Петров и Василий Иванов Болтин совершили успешную экспедицию по поискам серебряной и медной руды на Цильме. Известными путешественниками XV века стали Афанасий Никитин, совершивший 6-летний поход из Твери в Персию (Азербайджан, Иран) и Индию; венецианец Иосафат Барбаро, отправившийся в Тану, описал множество народностей Причерноморья и Кавказа, а также города Москву, Рязань, Коломну, Новгород и Казань; Амброджо Контарини, совершивший поездку из Цитрахани (Астрахань) в Москву и далее, через Вязьму и Смоленск в Польшу.

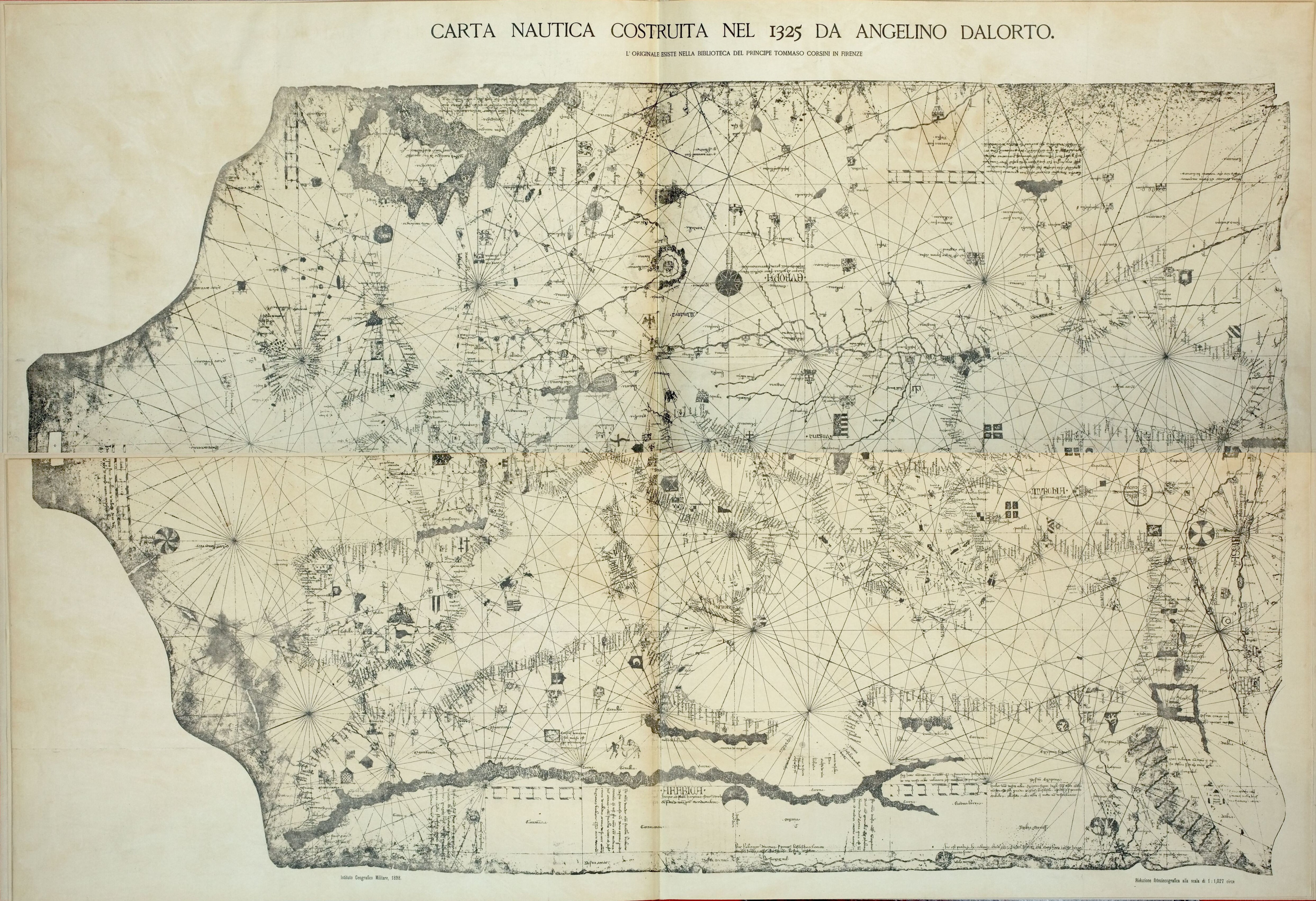
Портулан Анджелино Далорто (1325 год)
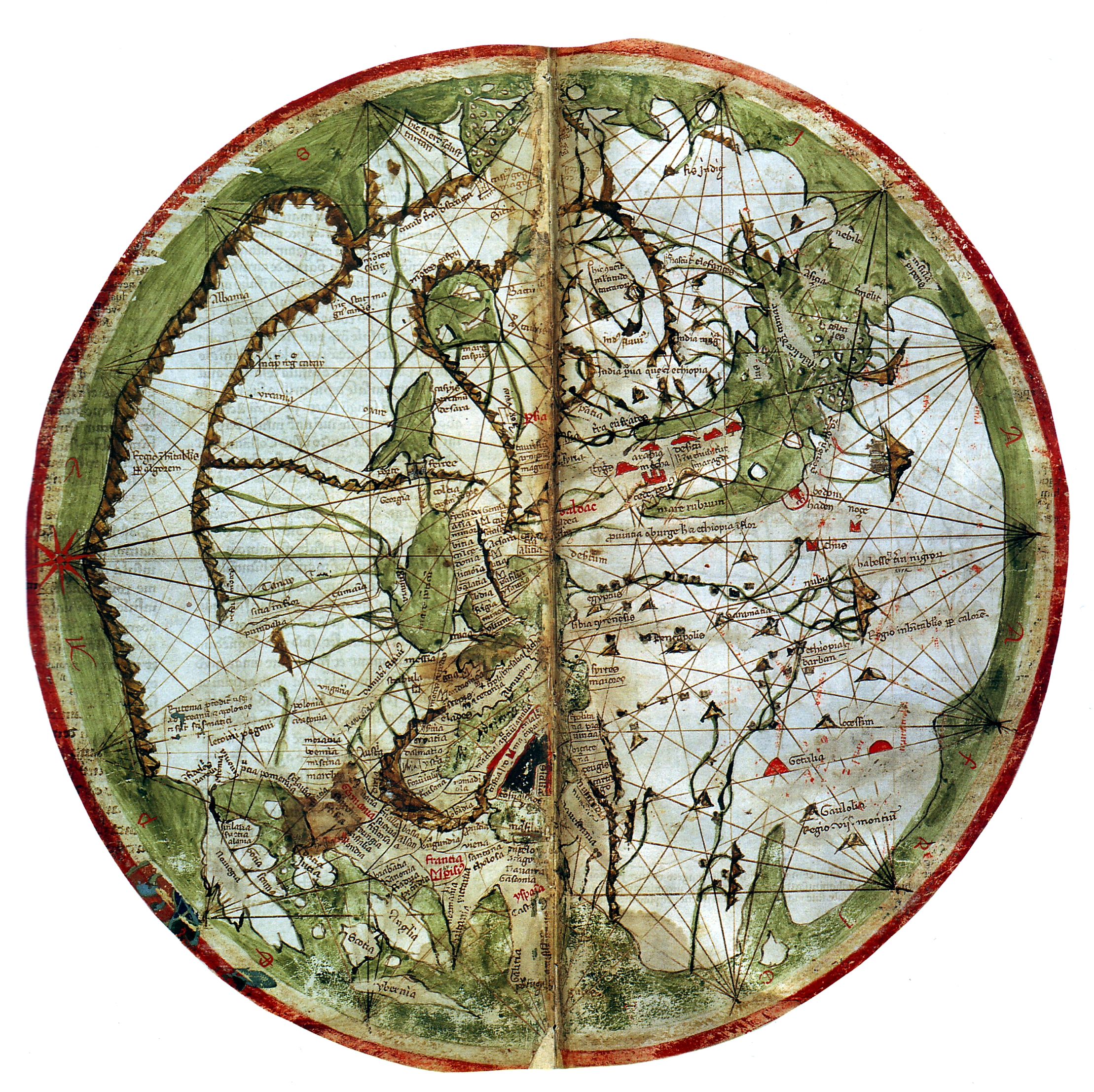
Карта Пьетро Весконти (1320 год)
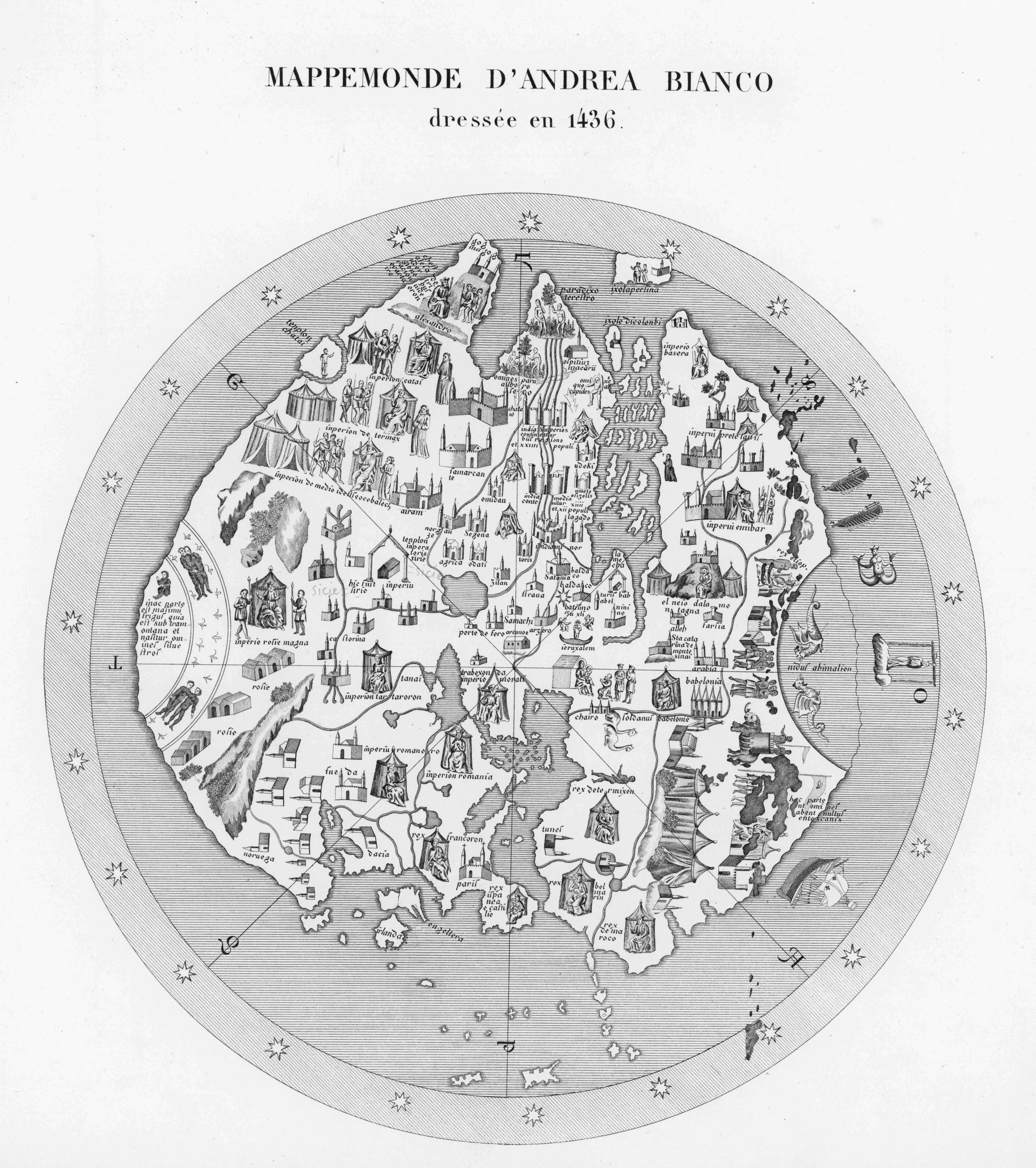
Карта Андрео Бьянко (1436 год)
карта Фра Мауро (1459 год)

## От Москвы до Западной Сибири (XVI век)
В 1516 году немецкий картограф Мартин Вальдземюллер подготовил подробную карту мира. На этой карте присутствует обширная область России, где отмечены Московское княжество (Moscovia regalis) c городом Москвой и Москва-рекой, Новгородское княжество (Novogardia ducatus) с городом Новгородом у озера Ильмень и Псковское княжество (Plescovia regalis), рядом изображён Смоленск. Севернее Москвы расположились Ростов и Переславль (Преслав), Белое озеро с городом Белозерском и Каргополь (Каргополис). Восточные земли принадлежат татарам и куманам, отмечены волжская Булгария, ногайцы и Казанское ханство. В северных областях изображены мордва и самоеды, а также приблизительные очертания Уральских гор.
Следующие три карты связаны с людьми непосредственно жившими в Москве в период правления великого князя Василия III и по описательной номенклатуре являлись наиболее полными — это посол Дмитрий Герасимов, бывший в Риме в 1525 году, дипломат Сигизмунд Герберштейн, посещавший Москву в 1517—1526 годах и воевода Иван Васильевич Ляцкий, бежавший в Литву в 1534 году.
Карта основанная на сведениях Герасимова бала изготовлена для книги Паоло Иовия в 1525 году и является древнейшей из сохранившихся карт, целиком посвящённых Московскому государству. В 1554 году эту карту переиздал Баттиста Аньезе.
В центре карты расположена столица, город Москва, справа — Тартария, включающая земли северного Причерноморья. На карте отмечены Москва (река), река Неглинная, Переславль, Углич, Ярославль, Владимир и река Клязьма. Далее находятся Коломна, Одоев, Рязань, Тула и «Казань татарская». На западе — Смоленск, река Нарва и Псков. На севере изображён бассейн Северной Двины — Сухона с городом Вологда и город Великий Устюг с рекой Юг. Сухона, так же как и Белое озеро изображены неверно — к востоку от русла Двины. Далее показана область Холмогоры, регион Перми и Ижорская земля. В северо-западной части расположен Финский залив с городом Выборг, реки Нева, Волхов и город Новгород. В южной части карты отмечены Чёрное и Каспийское море с впадающими в них реками, в устье Дона изображён город Азов, а в устье Волги город Цитрахан. На восточных землях отмечены ногайские татары и татары-шейбаниды.
Над созданием карты по сведениям Ивана Ляцкого работал художник и картограф Антоний Вид. Оригинальное издание 1542—1555 годов имеет ориентацию на восток, выполнено на латинском и продублировано на русском языке, являясь таким образом старейшей русской картой. По сравнению с картой Иовия количество отмеченных населённых пунктов увеличилось в несколько раз, ограничиваясь на юге городами Стародуб, Новгород-Северский и Чернигов, приобретённых в ходе русско-литовской войны 1500—1503 гг. В северо-западном регионе напротив города Ругодив изображён Ивангород, недалеко находится остров с крепостью Орешек и Ладожское озеро. В сибирском регионе обозначены Обдория, Кондория, Вогулия, Пермь Великая, Тюмень Великая, Югра, Вятская земля, Карелия. На карте Вида показана часть Белого моря с Онежским заливом, где отмечены Соловки и изображён Соловецкий монастырь. Правильно отображена река Двина, приток Вычегда и Сухона с городами Устюг и Вологда. На юге у реки Волги обозначен приток Кама, в устье находится город Астрахань. Все земли от Чёрного моря до Кавказа занимает Тартария, в том числе Калмыцкая орда, Козакская орда, Ногайская Орда, Пятигорские черкасы. На карте появляется северная область с реками Мезень, Печора и Обь, серьёзным упущением является отсутствие изображения Уральских гор. Рукописная карта Ляцкого-Вида также послужила источником другим картографам для публикации своих собственных карт — ими стали Себастиан Мюнстер, опубликовавший свою «Космографию» в 1544 году, карта Герберштейна 1546 года и Джакомо Гастальди с картой 1548 года.
На карте Герберштейна появилась подробная последовательность северных рек, кроме Двины с Пинегой и Сухоной отмечены реки Кулой, Мезень, Печора и Обь, между последними двумя правильно изображён Уральский горный хребет. У Каспийского моря Герберштейн обозначил реки Волгу и Яик. Также Герберштейн в своих «Комментариях к московским делам» отождествил мифические Рифейские и Гиперборейские горы с Уральскими горами — эти горы по космографии Птоломея изображались в европейской части России, на ошибочность этого мнения обратил внимание ещё Матвей Меховский в своём сочинении 1517 года «Трактат о двух Сарматиях». Герберштейн приводит и русский вариант названия этих гор в те времена — Камень Большого Пояса или Земной Пояс, а также сообщает, что пользовался информацией дословно переведенной им из доставленного ему «русского дорожника» — рукописных чертежей и планов местности. Особенностью карты Герберштейна стало изображение огромного «Китайского озера» из которого вытекает река Обь.
В 1557—1558 годах англичанин Энтони Дженкинсон совершил путешествие из Лондона в Бухару, проплыв по судоходным рекам России из Белого моря до Москвы и по Волге до Каспийского моря. Результатом этих странствований стала карта, которую он создал в 1562 году. В верхней части карты он изобразил свою встречу с царём Иваном Грозным, а в акватории Каспийского моря — корабль под английским флагом. На его карте появилось подробное изображение береговой линии Белого моря, отмечена река Онега, а также обширная часть Баренцева моря до Новой земли, предел, до которого удалось добраться его предшественникам в поисках Северного морского пути в Азию. В 1556 году английский мореплаватель Стефан Борро совершил плавание к устью реки Колы, а потом до о. Вайгач, где русский кормщик Лошак рассказал ему, что видимые «большие острова» называются Новой Землёй и даже предложил проводить их до реки Оби. Англичане вернулись обратно, отложив экспедицию на будущее, но из записей Борро видно, что морской путь до Оби был хорошо знаком русским мореходам. На карте Дженкинсона за рекой Обью отмечена мангазейская область. Карта переиздавалась другими издателями, такими как Абрахам Ортелий, Филип Галле, Герард де Йоде и др.
Новые сведения о территории России публикуются европейскими картографами в многочисленных печатных изданиях. Появляютя региональные карты Европы, Азии и Тартарии, создаются подробные карты мира Каспара Вопелия (1558 год) и Абрахама Ортелия (1564 год). На картах Герарда Меркатора, созданных им в 1569—1587 годах, впервые появляется гидроним Печорское море. Подробная карта России, созданная им для своего атласа, была опубликована в 1595 году уже его сыном, Румольдом Меркатором. На ней присутствует Мурманское море с примечанием: «Мурманское море, оно же норвежское или датское море, потому что норвежцы, датчане и русские мореплаватели его так называют», а Уральские горы названы «каменным поясом». К концу столетия географические познания европейских картографов ограничиваются рекой Обью, правобережье которой названо лукоморьем.
Ряд этих карт содержат компилятивные заимствованные описания, происходящие из одного источника. Мифическое озеро Palus magnus на картах Иовия-Баттиста и Ляцкого-Вида продублировано у Дженкинсона под названием Volock lacus — эта неверная информация взята из «Хроники» 1480 года польского историографа Яна Длугоша, где автор произведения сообщает о большом озере или болоте, которое лежит в 30 верстах от Смоленска в сторону Новгорода, в которое впадают три реки: западная Двина, Волга и Днепр. Следующим дублированным элементом является «Китайское озеро» связанное с рекой Обь, присутствующее на картах Герберштейна, Дженкинсона и Меркатора — на карте Вида область за Обью названа китайской («китаiско»). Аналогичным является миниатюрное изображение с «Златой Бабой» используемое на картах Вида, Мюнстера, Герберштейна, Дженкинсона и Меркатора, заимствованным первоисточником для описательных комментариев послужило «Сочинение о двух Сарматиях» написанное Матвеем Меховским в 1517 году, где он пишет, что за землёю, называемою Вяткою, при проникновении в Скифию, находится большой идол «Zlota Baba».
| Изображение | Название карты | год создания | автор, гравёр, издатель                                 | Примечания |
| ----------- | --- | ------------ | ------------------------------------------------------- | --- |
|             | «Carta navigatoria portugallen, navigationes atque tocius cogniti orbis terre marisque form naturanque situs et terminos nostris temporibus recagnitos et ab antiquorum traditione differentes» | 1516         | Мартин Вальдземюллер                                    | Экземпляр карты находится в Библиотеке Конгресса. Существует переиздание этой карты Лоренца Фриса 1530 года, факсимильное издание 1926 года хранится в Баварской государственной библиотеке в Мюнхене. |
|             | «Moschoviae tabula relatione dimetrij legati descrypta sicuti ipse apluribus acepit cum totam provinciam mini me peragrasse fateatur anno M.D.XXV octobris»                                     | 1525         | составлена по сообщениям посла Диметрия                 | Карта для книги Паоло Джовио и переиздание Баттиста Аньезе в рукописном атласе 1554 года. Оригинальная карта из частной коллекции была приобретена на аукционе в 1994 году и передана в Российский государственный архив древних актов (РГАДА). В 2005 году в библиотеке Св. Марка в Венеции был обнаружен ещё один экземпляр ксилографии. До этого момента была известна только карта Баттиста Аньезе из атласа карт-портуланов 1554 года. |
|             | «Moscovia que Alba Russia non contenta Europee Sarmatie parte…» | 1542—1555    | Антон Вид, издание 1570 года гравировал Франц Хогенберг | карта переиздана в 1570 году. Обе карты описаны немецким историком Генрихом Миховым в 1884—1906 годах. |
|             | «Moscovia Sigismvndi Liberi Baronis in Herberstein Neiperg et Gvtenhag MDXLVI» | 1546         | Сигизмунд Герберштейн, гравёр А. Хиршфогель             | переиздания 1549, 1556 и 1557 годов «Комментариев к московским делам» |
|             | «Moschovia Nova Tabula» | 1548         | Джакомо Гастальдо                                       | переиздания 1550 и 1566 годов «Комментариев к московским делам» |
|             | «Nova et integra universalisque orbis totius iuxta germanum neotericorum traditionem descriptio»                                                                                                | 1558         | Каспар Вопеллий                                         | Экземпляр находится в библиотеке Гарвардского университета. |
|             | «Nova absolutaque Russiae, Moscoviae et Tartariae, descriptio» | 1562         | Энтони Дженкинсон                                       | Оригинальная карта была приобретена В 1987 году от частного владельца Библиотекой картографических изданий Вроцлавского университета и представлена на 13-й Международной конференции по истории картографии в 1989 году. До этого момента были известны только переиздания в атласе Theatrum Orbis Terrarum Абрахама Ортелия 1570 года, карта братьев Яна и Лукаса Дутекама 1569-70 гг., версия Филипа Галле для атласа Theatri Orbis Terrarum Enchiridion 1585 года и в изданиях атласа Speculum Orbis Terrarum Герарда и Корнелия де Йоде 1578—1593 годов. |
|             | «Nova Totius Terrarum Orbis Iuxta Neotericorum Traditiones Descriptio» | 1564         | Абрахам Ортелий                                         | Факсимильное издание карты из коллекции Эдварда Лютера Стивенсона находится в Йельском университете. |
|             | «Russia cum confinijs» | 1595         | Герард Меркатор                                         | Карта из издания Atlas Sive Cosmographicae Meditationes de Fabrica Mundi et Fabricati Figura, в составе атласа переиздавалась Йодоком Хондием и Яном Янсоном до 1630-х годов. В 1637 году атлас Меркатора был переведён на русский язык служащими Посольского приказа Богданом Лыковым и Иваном (Адамом) Дорном под названием «Книга глаголемая Космография, сиречь всего света описание». |

## Восточная Сибирь и Дальневосточный регион (XVII—XVIII вв.)
Начало XVII века связано с именем Исаака Масса — голландского торговца и путешественника, пребывавшего в Москве в 1601—1609 годах в период истории, получившим известность как Смутное время. В 1612—1613 годах Масса опубликовал две статьи об этих событиях и по географии «страны Самоедов» (Сибири), сопровождаемые картой России, в альманахе под редакцией Гесселя Герритса. Массе приписывают пять опубликованных карт России и её провинций, первая из которых была издана Герритсом в Амстердаме в 1613 году. На картуше карты написано, что она посвящается царю Михаилу Фёдоровичу и «выполнена по автографу, который позаботился нарисовать Фёдор, сын царя Бориса». Информация Массы о сибирском побережье представляло собой прогресс в географии этого региона, отмечены многочисленные притоки бассейна Оби — Иртыш, Тобол, Тавда (река), Тура (река), Тюменка (река), Тазовская губа. Города Тобольск, Тюмень, Верхотурье, Берёзово, а также регион, где обитала Пегая Орда. На северо-востоке, в отличие от предыдущих карт ограниченных рекой Обью, появляются изображения Енисея и реки Пясина, район обитания тунгусов (Tinqoesi). На юге приведены русскоязычные названия Чёрного (Zorno more) и Каспийского морей (Хвалынское море). После смерти Герритса гравировальные пластины приобрёл Виллем Блау и совместно со своим сыном переиздавал эту карту в своём атласе в течение нескольких десятилетий. В переиздании 1638 года Матеуса Мериана был убран план Москвы, упрощён текст на картуше карты, изменены декоративные фигуры людей и шрифт.
В последующих переизданиях карт Исаака Массы, в ряде случаев со значительно изменённым художественным оформлением, принимали участие Виллем и Ян Блау, Йодокус Хондий, Ян Янсон, а также Клас Вишер, и Николас Вишер. В конце столетия карта Вишера послужила источником для создания обновлённой карты с изменённым очертанием Каспийского и Чёрного морей, публиковавшейся в 1690—1740 годах немецкими издателями, такими как Йохан Лохнер, Якоб Сандарт и Матеус Зойтер.
В первой половине XVII века русские мореходы и землепроходцы начинают исследовать Море Лаптевых и осваивать Восточную Сибирь, Дежнёв и Попов достигают Берингов пролив. В 1675—1678 годах Николай Спафарий совершил путешествие в Китай, пройдя из Тобольска и далее по сибирским рекам до Нерчинска. В своих публикациях, помимо всего прочего, он впервые описал озеро Байкал. В 1692—1695 годах Эверт Избрант и Адам Брэнд совершили путешествие из Москвы, через Сибирь, в Пекин. На основе новой информации Николас Витсен в 1687 году выпустил подробную карту «Новая географическая карта Северной и Восточной части Азии и Европы, простирающаяся от Новой Земли до Китая», посвящённую молодому царю Петру Алеексеевичу. Французский гравёр и издатель Николос де Фер в 1722 году издал карту «Государство царя или императора России между Европой и Азией с маршрутом от Москвы до Пекина», основанную на сведениях Николаса Витсена, Эверта Избранта и Филиппа Авриля. На карте Де Фера изображён маршрут Адама Брэнда и Эверта Избранта из Москвы в Пекин, а справа представлен список городов по сведениям Адама Брэнда.
Карта Витсена 1687 года является новым этапом картографирования Сибири, она впервые изображает Телецкое озеро, соединяющееся рекой Бия с Обью, на правобережье Оби отмечен город Сургут. Подробно изображено побережье Тазовской губы, а также реки Пур и Таз (река). На Енисее отмечена область Нижняя Тунгуска, река Ангара и озеро Байкал c городом Иркутск.
Изображено озеро Пясино из которого берёт начало река Пясина, далее на карте присутствует река Анабар, Оленёк (река) и река Лена с городом Якутском. Отмечены области обитания якутов и юкагиров. Море Лаптевых названо Ленским морем, далее на северо-востоке изображены реки Омолой, Яна, Индигирка, дальне-восточная область содержит изображения рек Анадырь, Камчатка (река), Охота и Амур. В 1725 году Иоганн Гомман выпустил карту Каспийского моря и п-ва Камчатки, составленной по сведениям из русских источников.
| Изображение | Название карты | год создания | автор, гравёр, издатель | Примечания |
| ----------- | --- | ------------ | ----------------------- | --- |
|             | «Tabula Russiae ex autographo, quod delineandum curavit Foedor filius Tzaris Boris desumta; et ad fluvias, Dwinam, Zuchanam, aliaque Loca, quantum ex tabulis et notitus ad nos delatis fieri poluit, amplificata: ac Magno Domino, Tzari, et Magno Duci Michael Foedrowits omnium Russorum Autocratori Wolodimeriae, Moscoviae et Novogardiae, Tzari Cazaniae, Tzari Astracaniae, Tzari Sibiriae… Dedicato ab Hesselo Gerardo M.DC.XIII. [Amsterdam], 1613». | 1613         | Гессель Герритс         | Карта публиковалась Виллемом и Яном Блау в изданиях «Нового атласа» (1635) и «Большого атласа» (1662—1665), а в 1638 году была переиздана Матеусом Мерианом. |
|             | «Tabula Russiae» | 1634         | Клас Вишер              | В 1782 году эту карту приобрёл А. И. Мусин-Пушкин и представил императрице Екатерине II. В 1818 году эту карту перевёл на русский язык и гравировал полковник Дейриард Павел Осипович, начальник четвёртого (архивного) отделения военно-топографического депо. |
|             | «Moscoviae seu Russiae Magnae Generalis Tabula…» | 1650         | Клас Вишер              | в 1681 году эту карту публиковал Николас Вишер II в издании «Atlas Minor». |
|             | «Moscoviae seu Russiae Magnae Generalis Tabula…» | 1690         | Якоб Сандарт            | аналогичную карту опубликовал на немецком языке Йохан Кристоф Лохнер, а также Матеус Зойтер в 1740 году |
|             | «Nieuwe Lantkaarte van het Noorder en Ooster deel van Asia en Europa strekkende van Nova Zemla tot China» | 1687         | Николас Витсен          | карта из фонда Национальной библиотеки Франции |
|             | «Les Etats Du Czar ou Empereur Des Russes en Europe et en Asie, Avec Les Routes Q’uon Tient Ordinairement de Moscow a Pekim» | 1722         | Николос де Фер          | карта изображает маршрут из Москвы в Пекин |
|             | «Geographica Nova ex Oriente Gratiosissima, Duabus Tabulis Special. contenta, quarum Una Mare Caspium, Altera Kamtzadaliam, seu Terram Jedso» | 1725         | Иоганн Гомман           | карта содержит изображения Каспийского моря и п-ва Камчатки по новейшим сведениям. |

## Развитие российской картографии (XVIII—XIX вв)
Первые русские рукописные чертежи и региональные планы местности — «дорожники», послужившие важным источником информации для европейских путешественников, уже существовали в XVI веке, о них упоминает в своих мемуарах Герберштейн. При царе Иване Грозном был образован Московский печатный двор. Существовал и общий план государства, получивший известность как Книга Большому чертежу, однако все эти карты, в следствии различных причин, с течением времени были утрачены. Одними из старейших чертежей XVII века, сохранившихся до наших дней, являются «Чертёж городам русским и шведским до Варяжского моря» 1656 года, а также чертежи Сибири Петра Годунова, Николая Спафария и собрание карт Семёна Ремезова, которому царь Петр Алеексеевич поручил составить карту Сибири. Со второй половины 1690-х годов и до конца своей жизни Ремезов посвятил своё время изучению и составлению чертежей сибирских земель и городов, собрание которых сохранилось в трёх его книгах.
История русской картографии тесно связана с именем Петра I — создателя русского военно-морского флота. В связи с азовскими походами, с 1696 года ведётся тщательное изучение и составление планов местности. Для издания карт из-за границы приглашаются гравёры Адриан Шхонебек и Питер Пикарт. В 1701—1705 годах Шхонебек
гравирует карты Чёрного, Белого и Балтийского морей, на карте «Географический чертёж Ижорской земли» впервые появляется крепость Петербург. В 1704 году появляется первый навигационный атлас реки Дон или «Прилежное описание реки Дону или Танаису, моря Азовскаго или Езера Меотскаго, Понта Эуксинскаго или Чернаго моря» вице-адмирала Корнелия Крюйса. В описи береговых линий участвуют морские офицеры и геодезисты, такие как А. Кожин, Ф. Лужин, Иван Евреинов, Алексей Скуратов, Фёдор Минин, Степан Малыгин, А. И. Нагаев. В 1720 году Карл Верден и Фёдор Соймонов впервые описывают правильную форму Каспийского моря отобразив её на карте «Картина плоская моря Каспийского от устья Ярковского до залива Астрабатского». В рамках Академических экспедиций первой половины XVIII века проходит серия морских северных экспедиций, в результате которых была произведена опись отдельных участков российского побережья Северного Ледовитого океана, достигнуто побережье Аляски, а также Японии. Подтверждено наличие пролива между Азией и Америкой, открыты и нанесены на карту южные Курильские острова. На карте Петра Чаплина впервые появилось правильное очертание полуострова Камчатки.
В 1705 году в Москве учреждается общественная типография Василия Киприянова, где под редакцией Я. Брюса издаются переводные картографические издания европейских картографов. При Петре I в главе 48 Генерального регламента «о ландкартах и чертежах» предписывалось каждой коллегии иметь генеральные и партикулярные карты местности. В 1739 году образуется Географический департамент Академии Наук, в обязанности которого входило подготовка кадровых географов, топографов и картографов, а также составление географических карт России. За годы существования депортамента было опубликовано около 300 карт.
При Павле I составление карт переходит в военное ведомство. В 1796 году учреждается «чертежная его императорского величества», управляющим которой становится инженер-майор Карл Иванович Опперман, а в следующем году чертёжная преобразовывается в «собственное его императорского величества Депо карт». При Александре I в Депо карт издаётся подробная Столистовая карта Российской империи, а в 1812 году учреждение реорганизируется в Военно-топографическое депо, при котором в 1822 году учреждается корпус военных топографов. С середины XVIII и до первой половины XIX века издаётся множество карт и атласов Российской империи, отдельных губерний и областей.
В XIX веке при Николае I основывается Пулковская обсерватория и Русское географическое общество. В 1803—1806 годах Крузенштерн и Лисянский впервые совершают кругосветное путешествие., а в 1820 году Беллинсгаузен и Лазарев открывают континент Антарктида. Изучением русских земель занимаются Ф. Шуберт, А. Тилло, А. Менде, Ф. Врангель, Николай Пржевальский, Пётр Семёнов-Тян-Шанский, Миклухо-Маклай, Э. А. Коверский. Известным путешественником стал писатель Иван Гончаров, проплыв в 1852—1855 годах целый ряд стран, а затем проехав через всю Россию от Охотского моря до С-Петербурга и написав об этом приключении книгу. С середины XIX века в России издаются первые тематические и специальные карты: в 1855 году академик К. С. Веселовский составил «Почвенную карту Европейской России», в 1875 году выходит «Этнографическая карта Европейской России» А. Риттиха, а в 1893 году А. П. Карпинский публикует «Геологическую карту Европейской России».
| Изображение | Название карты | год создания | автор, гравёр, издатель                                              | Примечания |
| ----------- | --- | ------------ | -------------------------------------------------------------------- | --- |
|             | Глобус географический сиречь землеописательный иже изъявляет четыре части земли, Африку, Азию, Америку и Европу.             | 1707         | В. Киприянов                                                         | карта посвящается царю Петру Алексеевичу и царевичу Алексею Петровичу |
|             | Генеральная карта Российской империи                                                                                         | 1734         | И. К. Кирилов, гравёры Г. И. Унферцахт и О. Эллигер                  | карта из «Атласа Всероссийской Империи» |
|             | Генеральная карта Российской империи                                                                                         | 1745         | Жозеф Делиль, Леонард Эйлер, гравёры Г. И. Унферцахт и М. И. Махаев. | карта из «Атласа Российского, состоящего из девятнадцати специальных карт». Атлас издавался типографией Академии наук на русском, латинском, немецком и французском языках. |
|             | Генеральная карта Российской империи по новейшим наблюдениям и известиям чинённая                                            | 1776         | И. Ф. Трескотт и Якоб Шмидт                                          | «Российский № 1 атлас», карта издавалась на русском и латинском языках |
|             | Генеральная карта Российской империи с разделением на новоучреждённые губернии и уезды                                       | 1785         | Д. Петин                                                             | Сочинена под особенным распоряжением, попечением и наставлением князя А. А. Вяземского при домовой его чертёжной землемером Дмитрием Петиным. Самая большая по формату и наиболее ярко оформленная настенная генеральная карта Российской империи, выполненная в масштабе 75 вёрст в дюйме (1:3150000). |
|             | Генеральная карта Российской империи, на пятьдесят губерний разделённой, с показанием соседственных владений и больших дорог | 1809         | А. Д. Савинков                                                       | карта посвящена императору Александру Павловичу |
|             | Историческая карта Российской империи от Ивана Грозного до нашего времени                                                    | 1898         | А. А. Ильин                                                          | |